# Michel Callens
Michel Callens MAfr (* 18. Februar 1918 in Paris, Frankreich; † 19. August 1990 in Tunis, Tunesien) war ein französischer Ordensgeistlicher und römisch-katholischer Prälat von Tunis.

## Leben
Michel Callens trat in die Ordensgemeinschaft der Weißen Väter ein und empfing am 29. Mai 1943 das Sakrament der Priesterweihe.
Am 9. Januar 1965 wurde er zum Titularerzbischof pro hac vice von Moxori und zum Prälaten der damaligen Territorialprälatur von Tunis ernannt. Die Bischofsweihe spendete ihm am 11. April desselben Jahres in Rom der Erzbischof von Algier, Léon-Étienne Kardinal Duval; Mitkonsekratoren waren der bisherige Prälat von Tunis, Titularerzbischof Paul-Marie-Maurice Perrin, und der emeritierte Apostolische Vikar von Ouagadougo, Titularerzbischof Emile-Joseph Socquet MAfr.
1965 nahm Erzbischof Michel Callens als Konzilsvater an der vierten und letzten Sitzungsperiode des Zweiten Vatikanischen Konzils teil. Er blieb als Prälat bis zu seinem Tod am 19. August 1990 im Amt.